# جيمس فيليب إيغل
جيمس فيليب أكلي (بالإنجليزية: James Philip Eagle) هو سياسي أمريكي ينتمي إلى الحزب الديمقراطي. ولد جيمس فيليب إيغل في 10 أغسطس/آب 1837 في ولاية تينيسي الأمريكية. شغل إيغل منصب حاكم على ولاية أركنساس ما بين عامي 1889 و1893. توفي جيمس فيليب إيغل في 19 ديسمبر - كانون الأول 1904 في ولاية أركنساس.